# المشاريع الاستعمارية الألمانية قبل عام 1871

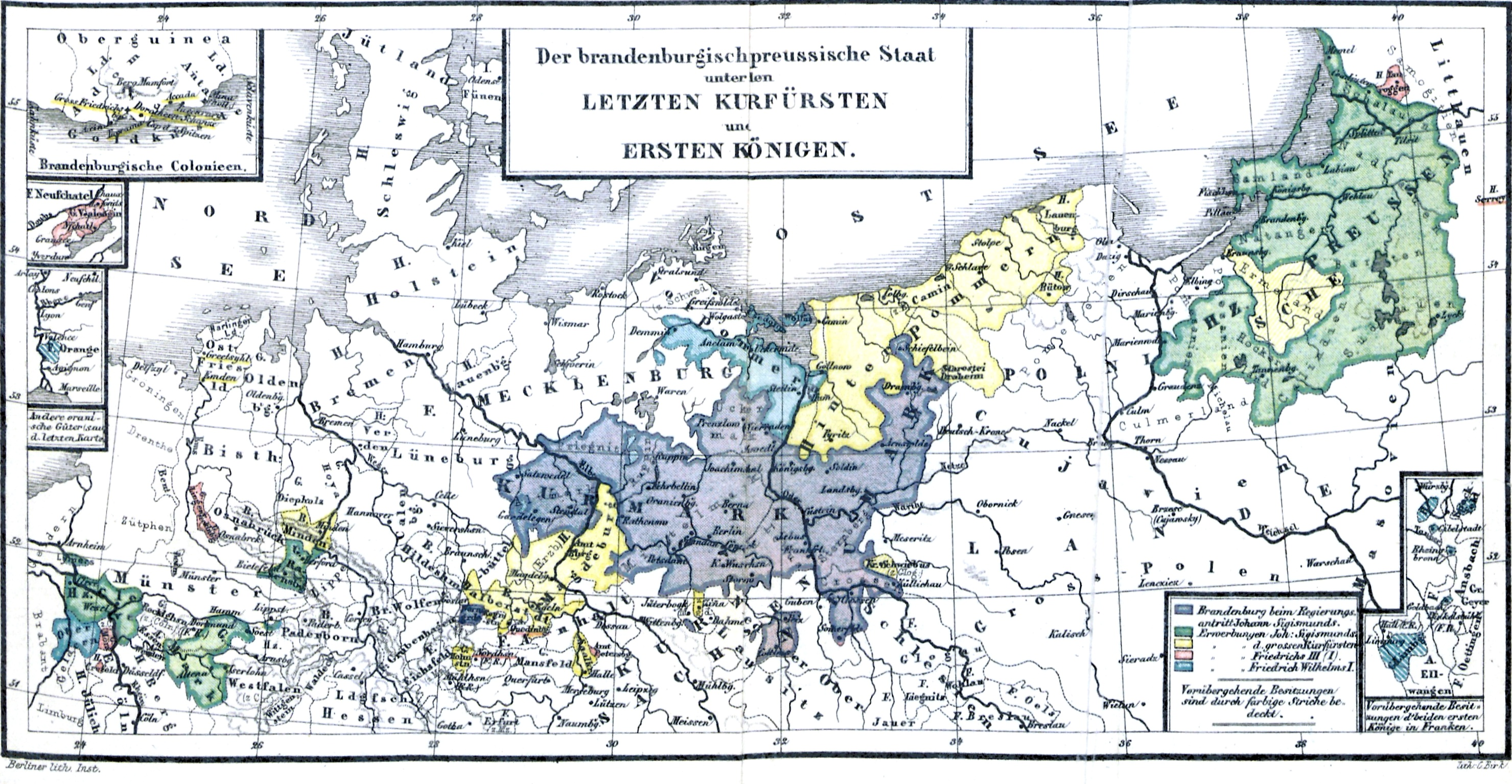

عندما ظهرت الإمبراطورية الألمانية في عام 1871 لم يكن للولايات المكونة لها أي مستعمرات خارجية. ولم تبدأ ألمانيا باكتساب ممتلكات في الخارج إلا بعد مؤتمر برلين في عام 1884، ولكن كان لها علاقة أطول بكثير مع الاستعمار تعود إلى عشرينيات القرن الخامس عشر. قبل نهاية الإمبراطورية الرومانية المقدسة في عام 1806، أنشأت ولايات ألمانية مختلفة شركات مرخصة لإنشاء محطات تجارية، وسعوا في بعض الحالات أيضًا إلى السيطرة الإقليمية والإدارية المباشرة عليها. بعد عام 1806، تخلوا عن محاولات حيازة مستعمرات في الخارج. وبدلًا من ذلك، أخذت الشركات التجارية الخاصة زمام المبادرة في منطقة المحيط الهادئ، في حين بدأت الشركات المساهمة والمجموعات الاستعمارية بإنشاء مشاريع في مكان آخر، على الرغم من أن العديد منها لم يتقدم أبدًا إلى ما بعد مرحلة التخطيط.

## الإمبراطورية الرومانية المقدسة (حتى 1806)
قبل عام 1871، كانت هناك العديد من الحالات التي هاجر فيها الألمان للعيش خارج أراضيهم الأصلية، على سبيل المثال الفولغا الألمان الذين دعتهم الإمبراطورة كاثرين الثانية إلى روسيا أو الألمان البالاتين الذين هاجروا إلى المستعمرات الأمريكية. بالإضافة إلى ذلك، شارك بعض أمراء الولايات الألمانية في مشاريع استعمارية بريطانية وهولندية من خلال استئجار قوات محترفة لاستخدامها في مستعمراتهم. وهكذا، أسس كارل أويغن دوق فورتمبرغ، فوج كيب فورتمبرغ (وحدة عسكرية) لشركة الهند الشرقية الهولندية  بينما أنشأ أمراء فالدك أفواجًا بأهداف استعمارية. قاتلت أفواج مختلفة من جنود هسن مع البريطانيين خلال حرب الاستقلال الأمريكية.
في منتصف القرن السابع عشر، كان الدافع الرئيسي للولايات الألمانية التي تسعى إلى إقامة مشاريع استعمارية هو إعادة بناء اقتصاداتها في أعقاب حرب الثلاثين عامًا. مع تضرر التجارة والزراعة في أجزاء كثيرة من ألمانيا بشدة وانخفاض عدد السكان بشكل كبير، كان يبدو أن تجارة العبيد عبر الأطلسي المربحة هي التي تقدم بشكل خاص احتمالية التعافي المالي السريع. كان الإلهام الرئيسي لمبادرات الدولة الألمانية هو الجمهورية الهولندية التي حولت نفسها بسرعة من دولة صغيرة إلى قوة تجارية وبحرية عالمية. أراد العديد من الحكام الألمان أن يحذوا حذوها.

### ليتل فينيس (فنزويلا)
كان أول مشروع استعماري ألماني عبارة عن مبادرة تجارية خاصة. حكم الإمبراطور تشارلز الخامس الأراضي الألمانية والإمبراطورية الإسبانية، وكان مدينًا بشدة لعائلة ويلسر في أوغسبورغ. وبدلًا من سداد هذا الدين، قبلت عائلة ويلسر أخذ منحة كانت عبارة عن أرض على ساحل فنزويلا الحالية في عام 1528، والتي أطلقوا عليها اسم «البندقية الصغيرة». أرسل عدد قليل من المستوطنين الألمان وعدد أكبر من العبيد إلى هذه المستعمرة. توفي معظم الألمان، وكرس الحكام معظم طاقاتهم للبعثات إلى الداخل من أجل البحث عن إل دورادو. في عام 1556 ألغى التاج الإسباني امتياز عائلة ويلسر واستأنف سيطرته على الأراضي. كانت عائلة ويلسر بمثابة الأبطال في الأدب الألماني في القرن التاسع عشر، واعتُبروا مصدر إلهام للمشاريع الاستعمارية الألمانية في عامَي 1880 و1890.

### هاناو إنديز
في عام 1669، أبرمت شركة الهند الغربية الهولندية ومقاطعة هاناو عقدًا لاستئجار مساحة تبلغ حوالي 100,000 كيلومتر مربع بين نهري أورينوكو والأمازون في غيانا الهولندية إلى هاناو. كانت هذه المنطقة أكبر بكثير من هاناو نفسها (التي كانت مساحتها أقل بقليل من 1400 كيلومتر مربع). كان القصد هو تعويض المصاعب المالية لهاناو من خلال تحقيق توازن تجاري إيجابي مع المستعمرة. ضمَّن العقد حقوقًا واسعة لشركة الهند الغربية الهولندية، بما في ذلك احتكار النقل مع هاناو إنديز. ولكن منذ البداية، كان هناك نقص في الموارد لتمويل مشروع بهذا الحجم، ونقص في الأشخاص المستعدين لاستعماره. انتهى المشروع بفشل مقاطعة هاناو ماليًا. ولم تكن محاولة بيعه إلى تشارلز الثاني ملك إنجلترا ناجحة، وفشل المشروع أخيرًا بسبب اندلاع الحرب الإنجليزية الهولندية الثالثة في نفس العام.

### المشاريع البافارية
نشر الباحث البافاري يوهان يواكيم بيشر في عام 1657 دعوة لتأسيس مستعمرات ألمانية في الخارج، لكن لم يجد ذلك أي دعم فوري. كانت الناخبة البافارية فرديناند ماريا مهتمة بمشروع استعمار نيو أمستردام، ولكن بعد أن تنازلت هولندا أخيرًا عن الأراضي لبريطانيا، تخلوا عن المشروع البافاري عام 1675. يوجد بعض المعلومات أنه في أوائل ثلاثينيات القرن الثامن عشر كانت هناك خطة من قبل ماكسيمليان الثاني إيمانويل، ناخب بافاريا للاستيلاء على قطعة من الأراضي في جويانا على نهر باريما لإنشاء مستعمرة بافارية، ولكن لا يوجد دليل يوثّق ظهور خطة كهذه أبدًا.

### مستعمرات براندنبورغ البروسية

#### المشاريع المبكرة
بدأت الطموحات الاستعمارية لبراندنبورغ البروسية تحت حكم فريدرخ فيلهلم ناخب براندنبورغ الذي درس في جامعات ليدن ولاهاي الهولندية. عندما أصبح فريدرخ فيلهلم ناخبًا في عام 1640، دعا المهندسين الهولنديين إلى براندنبورغ، وأرسل مهندسي براندنبورغ للدراسة في هولندا، وفي عام 1646 تزوج لويز هنرييت من عائلة أوراني ناساو. وعيّن أميرال هولندي سابق هو أرنولت جيجسيل فان لير كمستشار له وحاول إقناع الإمبراطور الروماني المقدس وأمراء الإمبراطورية الآخرين بالمشاركة في إنشاء شركة شرق الهند الجديدة. اعتبر الإمبراطور أنه من الخطر تعكير صفو القوى الأوروبية الأخرى. في عام 1651، وافق فريدرخ فيلهلم على شراء ممتلكات الدنمارك من فورت دانسبورج وترانكويبار في الهند مقابل 120,00 ريخستالر، ولكن نظرًا إلى أنه لم يتمكن في النهاية من جمع هذا المبلغ ألغيت الاتفاقية في عام 1653.